# 多托礼
多托礼（？—？），鑲紅旗蒙古人，是一名清朝政治人物。
多托礼曾于接替周世棨任兴化府知府一职，由朱潮接任。